# 愛ゆえに
| 専門評論家によるレビュー | 専門評論家によるレビュー |
| レビュー・スコア         | レビュー・スコア         |
| 出典                     | 評価                     |
| ------------------------ | ------------------------ |
| Allmusic                 | [ 1 ]                    |

『愛ゆえに』 (Deceptive Bends) は、ロックバンド、10ccによって1977年にリリースされた5枚目のスタジオアルバム。
ケヴィン・ゴドレイとロル・クレームが1976年に事実上バンドを離脱し、ゴドレイ&クレームを結成して、10ccはオリジナルメンバーではなくなる。しかし、エリック・スチュワートとグレアム・グールドマンはデュオとしてのグループを存続させた（ドラマー兼パーカッショニストのポール・バージェスがサポートしている）。カバーデザインは、ヒプノシスが担当。アルバムタイトル（直訳すると『見誤りやすい屈曲』）は、サリーのレザーヘッドとドーキングの間を走るA24号線の南行き車線にあった道路標識がもとになっているが、この標識は現存しない。ヒプノシスはタイトルを考案したエリックから道路標識を連想させるデザインにはしないでほしいと要請され、Bendsの別の意味「潜水病」からヒントを得てデザインを行った。「曲がりくねった道路」のイメージは、アルバムタイトルのレタリングに痕跡が残っている。
スチュワートは、「イギリスのいくつかのメディアが丁寧に私たちに問い合わせてきたように、私たちはただの5ccではないということをレコード界に証明するため、今までにない大きな挑戦があった。音楽は、以前の10ccのアルバムに比べてシンプルになり、さらにダイレクトに、現代的に、そしてポジティブになった。アルバム全体は、非常にはやく収録された。私はミッションの上に立たされており、今までよりも高く、そして速く飛び、我々が非常に強いアルバムを持っていることがそのときまでにわかった。新しい曲は、我々がケヴィンやロルなしでもヒットアルバムを書くことができるということを立証するコースの重要な一要素となった。我々はそれを成し遂げた！」と回想している。
ゴドレイとクレームは、このアルバムの製作途中までは、メンバーに在籍していた。バンドのオリジナルメンバーは、1976年8月21日のネブワース・フェスティバルで「グッド・モーニング・ジャッジ」を新曲として演奏している。また、8月24日には「恋人たちのこと」の初期バージョン「ブードゥー・ブギー」のレコーディングを行った。かねて「単純なラヴソングはやりたくない」と言っていたゴドレイとクレームによって、「ブードゥー・ブギー」は風変わりなアレンジが施され、ボイスループが大幅に追加されたが、彼らの満足のいく出来にはならず、ゴドレイとクレームは、その後少ししてバンドを去った。アルバムに収録されている「グッド・モーニング・ジャッジ」と「恋人たちのこと」のオフィシャルバージョンは、数人のサポートミュージシャンの補助のもと、スチュワートとグールドマンのみで演奏している。「恋人たちのこと」の「ブードゥー・ブギー」バージョンのうちの1つは、10ccのエディションボックスセット「テノロジー」 (2012年) に収録されている。
アルバムのファーストシングル、「愛ゆえに」は、全英シングルチャートで6位に達し、アイルランドでは2位、カナダでは1位となった。
「愛ゆえに」というアルバムとシングルは、共に同じ邦題となっているが、原題はそれぞれ「Deceptive Bends」、「The Things We Do for Love」と異なる。

## 収録曲
全曲エリック・スチュワートとグレアム・グールドマンによる作曲。

### A面
1. グッド・モーニング・ジャッジ (Good Morning Judge) – 2:55
2. 愛ゆえに (The Things We Do for Love) – 3:29
3. マリッジ・ビューロー・ランデブー (Marriage Bureau Rendezvous) – 4:04
4. 恋人たちのこと (People in Love) – 3:48
5. モダン・マン・ブルース (Modern Man Blues) – 5:35

### B面
1. ハネムーン・ウィズ・Bトゥループ (Honeymoon with B Troop) – 2:46
2. フラット・ギター・テューター (I Bought a Flat Guitar Tutor) – 1:48
3. ユーヴ・ガット・ア・コールド (You've Got a Cold) – 3:36
4. フィール・ザ・ベネフィット (Feel the Benefit, Pt. 1–3) – 11:31

### ボーナストラック
1997年のリマスター盤に収録。
10. ホット・トゥ・トロット (Hot to Trot) – 4:30
11. ドント・スクィーズ・ミー・ライク・トゥースペイスト (Don't Squeeze Me Like Toothpaste) – 3:39
12. アイム・ソー・レイド・バック、アイム・レイド・アウト (I'm So Laid Back, I'm Laid Out) – 3:46

## 担当
10cc
- エリック・スチュワート — リードヴォーカル、オルガン、ギター、ピアノ、キーボード、スライドギター、モーグ・シンセサイザー、電子ピアノ、マラカス
- グレアム・グールドマン — リードヴォーカル、オルガン、ギター、ドブロ・ギター、ファズベース、ハーモニーヴォーカル、ハンドクラップ、トライアングル、タンバリン、オートハープ、ベース
- ポール・バージェス — ドラム、トライアングル、タンバリン、コンガ、クラベス、ヴィブラフォン、カバッサ、ベルツリー、ウッドブロック、ハンドクラップ、ベル、ゴング、ピアノ

サポートメンバー
- デル・ニューマン — 弦楽器アレンジ
- ジーン・アレイン・ルーセル — オルガン、キーボード、電子ピアノ
- トニー・スパス — ピアノ、オーボエ